# Strangalia melanophthisis
Strangalia melanophthisis là một loài bọ cánh cứng trong họ Cerambycidae.